# 大鼻裸胸鱔
大鼻裸胸鱔，又稱大鼻裸胸鯙，為輻鰭魚綱鰻鱺目鯙亞目鯙科的其中一種，分布於東南太平洋的復活節島及智利海域，體長可達73.9公分，為底棲性魚類，屬肉食性，生活習性不明。

## 擴展閱讀
維基物種上的相關：大鼻裸胸鱔